# Die Reise auf der Morgenröte
Die Reise auf der Morgenröte bzw. Ein Schiff aus Narnia (engl. Originaltitel The Voyage of the Dawn Treader) ist ein Roman des britischen Schriftstellers C. S. Lewis und erschien 1952 als Teil der Reihe Die Chroniken von Narnia.
Obwohl als drittes Buch geschrieben, ist „Die Reise auf der Morgenröte“ nach C. S. Lewis’ Lesart der fünfte Roman der Reihe.
Der englische Begriff „Dawn Treader“ bedeutet wörtlich „Morgenrotläufer“, hier: „Morgenrotfahrer“, im Französischen „passeur d'aurore“ bzw. im Spanischen „viajero del alba“ und im Portugiesischen „peregrino da alvorada“ findet er sich wieder als „Reisender der Morgenröte“.

## Inhalt
Die Reise auf der Morgenröte ist Edmund und Lucys erstes Abenteuer in Narnia ohne ihre beiden älteren Geschwister Peter und Susan. Sie gelangen gemeinsam mit ihrem gemeinen Cousin Eustachius Knilch (oder Eustace Scrubb) durch ein magisches Bild, das ein Schiff zeigt, nach Narnia. In Narnia finden sie sich auf König Kaspians (ehemals Prinz Kaspian) Flaggschiff, der Morgenröte wieder. Dieser ist auf der Suche nach sieben auf See verschollenen Getreuen seines Vaters. Kaspians Onkel Miraz hatte diese sieben Lords auf große Fahrt ausgesandt, um sie loszuwerden. Die drei Kinder begleiten Kaspian auf seiner Suche. Zuerst bereisen sie die Einsamen Inseln. Dort treffen sie den ersten der Lords, Lord Bern, der dort geheiratet und sich niedergelassen hat. Gemeinsam mit Bern erobern sie die einsamen Inseln zurück. Bern wird der erste Herzog der Einsamen Inseln.
Nach der Abreise von den Inseln geraten sie in einen Sturm, der ihr Schiff stark beschädigt. Auf der Dracheninsel wollen sie die Schäden reparieren. Währenddessen schleicht sich Eustachius heimlich davon. Er entdeckt einen See, an dem er einem alten Drachen beim Sterben zusieht. Danach entdeckt er in dessen Höhle einen Drachenschatz und schläft, voller „drachenartiger“ Gedanken nach Reichtum und Rache darauf. Als er erwacht, wurde er selbst in einen Drachen verwandelt. Es wird ihm dann bewusst, wie negativ er sich gegenüber den anderen verhalten hat. Er kehrt zu ihnen zurück und wird von ihnen nach anfänglichem Erschrecken als Eustachius in Drachengestalt erkannt. Sein Verhalten ändert sich, er nimmt die Bedürfnisse der anderen wahr und verhält sich hilfsbereit. Als er versucht, seine Drachenhaut abzustreifen, scheitert er und ist verzweifelt, immer zum Drachendasein verdammt zu sein. Schließlich begegnet er Aslan, der ihn durch einen tiefen und schmerzhaften Schnitt erlöst und ihn wieder in einen Jungen zurückverwandelt.
Auf der Dracheninsel entdecken sie ein Armband des Lord Octesian und schließen daraus, dass dieser hier verstorben ist.
Nach kurzem Aufenthalt auf der Todeswasserinsel (Tod Lord Restimars) legen sie am Strand der Insel der Stimmen an. Die dort lebenden Tölpelbeiner bringen Lucy dazu, einen Zauberspruch zu sprechen und sie von ihrer Unsichtbarkeit zu befreien.
Auf der Dunklen Insel (ein Ort der Dunkelheit und immer wiederkehrender, real erlebter Albträume) retten sie den völlig verschreckten Lord Rhoop aus dem Wasser und entkommen der Dunkelheit mit Hilfe eines weißen Albatros als Wegweiser zurück ins Licht.
Auf der nächsten Insel, der Insel des Sterns, entdecken sie drei von ihren Haaren umwucherte Männer: Lord Revilian, Lord Argoz und Lord Mavramorn, am Ende einer langen, täglich mit den köstlichsten Speisen gedeckten Steintafel in einen tiefen Zauberschlaf gefallen. Dort erscheint ihnen die Tochter Ramandus, des Sterns, aus einer verborgenen Tür, später auch Ramandu selbst. Die Tochter erklärt ihnen die Zusammenhänge des Zauberschlafes und der Steintafel.
Danach verlässt die Morgenröte die Insel nach Süden bis ins Silberne Meer. Wegen des zu flachen Wassers muss das Schiff umkehren. Riepischiep, der große Mäuserich, macht sich nun im Beiboot mit den drei Kindern weiter ans östliche Ende der Welt auf. Von dort will er in Aslans Land gelangen. Denn nur dadurch, dass einer der Mannschaft ans östliche Ende der Welt segelt, kann der Zauberbann, der die drei Lords in einen ewigen Schlaf sandte, gebrochen werden. Als das Beiboot so weit nach Osten gelangt, dass es den Meeresgrund berührt, verabschiedet sich Riepischiep von den drei Kindern, wirft sein Schwert ins Silberne Meer, in dessen Grund es stecken bleibt, und rudert in seinem kleinen Weidenboot nach Osten weiter, wo er in Aslans Land aufgenommen wird. Die Kinder Edmund, Lucy und Eustachius kehren mit Aslans Hilfe in ihre eigene Welt zurück. König Kaspian kehrt nach Narnia zurück und heiratet die Tochter Ramandus.

## Verfilmung
Nach den beiden Kinofilmen Der König von Narnia und Prinz Kaspian von Narnia wurde eine Verfilmung von Die Reise auf der Morgenröte erstmals nicht von Andrew Adamson übernommen, statt seiner führte Michael Apted Regie. Der Film kam am 10. Dezember 2010 in den USA ins Kino.
Bereits 1989 entstand mit „Die Chroniken von Narnia: Prinz Kaspian & Die Reise auf der Morgenröte“ eine Fernsehverfilmung.